# Sargus consors
Sargus consors är en tvåvingeart som först beskrevs av Grunberg 1915.  Sargus consors ingår i släktet Sargus och familjen vapenflugor. Inga underarter finns listade i Catalogue of Life.